# Avitaillement des morutiers français
L’avitaillement des navires morutiers français (ou terre-neuviers) se compose de trois types de fourniture satisfaisant à leur condition de navire de pêche en campagne pendant plusieurs mois, avant leur évolution vers la pêche industrielle au cours du XXe siècle : 
- les vivres nécessaires à l'équipage ;
- le matériel de pêche ;
- le sel indispensable à la conservation des prises, vu l'éloignement des lieux de pêche (Terre-Neuve principalement).

Ces avitaillements différaient sensiblement d'une région à l'autre, voire d'un port à l'autre, ainsi qu'en fonction des époques ; les conditions de pêche introduisaient également des différences dans l'armement (pêche de la morue sèche / pêche de la morue verte).
Au XVIe siècle et par la suite, les morutiers devaient disposer d'un armement en cas de mauvaises rencontres : l'article 60 de l'ordonnance de mars 1584 le rend même obligatoire en détaillant la quantité et la nature des armes selon trois plages de tonnage.

## Le sel
Le sel était un des principaux objets de dépense dans les comptes d'armement. Le Traité général des pêches indique que, destiné à la pêche de la morue verte, un bâtiment de 100 tonneaux devait être chargé de 50 tonneaux de sel, et environ 125 tonneaux pour un navire de 200 tonneaux armé pour la pêche à la morue sèche. On estimait à deux tonneaux et demi le volume nécessaire à la conservation d'un millier de morues ; environ un tonneau de sel non fondu — appelé sel de retour ou de rapport — subsistait à la fin du déchargement (ce sel était considéré comme immonde, comme le sel inutilisé était bradé au tiers de celle du sel « neuf » ; il devait être jeté à l'eau, et les commis de la gabelle s'affairaient et se relayaient pour que les morues en soient totalement débarrassées).
Le Règlement sur le fait des Gabelles du 14 mai 1680 autorise les Normands et les Picards à s'approvisionner à Brouage au « prix du marchand », c'est-à-dire sans taxe.
À partir du XVIe siècle, Cadix en Espagne, Setúbal et Aveiro au Portugal pouvaient fournir du sel aux armements français. Mais concurrençant le sel français, cette pratique était interdite, en dehors de privilèges, notamment celui de Dunkerque, et de quelques permissions au XVIIe siècle (1714 en raison de pluies, 1768, 1770, 1775-1779) accordées en raison de l'élévation du prix du sel français. Comme bien d'autres denrées, le prix du sel français augmenta au cours du XVIIIe siècle, le tonneau passa de 37 livres en 1716, à 50 livres vingt ans plus tard et 70 livres, soixante ans plus tard.
Malgré le voyage nécessaire, les sels portugais et espagnols étaient préférés au sel français, pas seulement pour leur moindre prix. Les avis sur leurs qualités respectives étaient divers, contradictoires, peu étayés, et ne se clarifièrent jamais sous l'Ancien Régime. Les sels étrangers étaient considérés comme plus blancs, plus salants, supportant mieux pour cette raison les avaries des traversées (« La morue préparée avec ces sels a en effet la propriété lorsqu'elle a été mise à tremper et qu'elle ne peut être consommée de suite, d'être reséchée, la nôtre serait perdue » selon le Mémoire sur la pêche de la morue du 14 ventôse an 3). Au contraire, le sel français, acceptable pour saler les harengs, était globalement d'aspect beaucoup moins favorable et passait souvent pour ne permettre que de saler les deux tiers d'une cargaison, surtout s'il n'avait pas été laissé à vieillir quelques années, sans doute pour la présence de davantage d'eau au sein des cristaux. De plus, il existait à propos des différentes productions nationales un semblable éventail d'aspects et d'appréciations de qualité.
Au XVIIe siècle, les principaux sites étaient Brouage (lettres patentes de février 1722) et l'île de Ré ; les sels bretons, non soumis à la gabelle, étant susceptibles d'être détournés frauduleusement. Cependant un arrêt du Conseil de 1739, autorisa les navires de Granville, au sud de la Normandie, à s'approvisionner en Bretagne (Saint-Malo) s'ils étaient armés pour la pêche de la morue sèche, les trois semaines (déplacement, attente, chargement) que demandaient au minimum le recours aux sites de l'Aunis ou de Saintonge obérant leur campagne de pêche (surcoût, retard). Une autorisation analogue bénéficia aux pêcheurs d'Honfleur. Les Normands pouvaient également faire venir en temps utile le sel nécessaire à leur campagne : par exemple, en 1772, un bâtiment granvillais de 200 tonneaux est chargé de 117 (!) tonneaux de sel, amenés de l'île de Ré par un bateau de Saint-Briac, pour un montant d'environ sept mille livres.
Favorisés par la proximité des marais salants, les armateurs des Sables-d'Olonne pouvaient prévoir chaque année deux campagnes sur le Grand Banc. Chacune durait cinq mois du départ au retour, mais l'équipage de celle qui commençait en hiver, disposait de vivres plus abondantes (environ 30 %) que celui de la plus tardive

## Les vivres
Pêche à la morue verte
Charles de la Morandière cite à titre d'exemple d'avitaillement en vivres au XVIIe siècle, celui du Chasseur, navire de 105 tonneaux armé en 1675 à Honfleur avec dix-neuf hommes d'équipage :
- 400 livres de morue sèche ;
- 100 livres de viande fraîche ;
- 7 barils de lard ;
- 2 barils de bœuf ;
- 100 livres de graisse ;
- une barrique d'ossements ;
- des volailles et des œufs ;
- 400 livres de beurre ;
- 105 liv. de biscuit ;
- 50 boisseaux de pois ;
- 1 quart de vinaigre de vin ;
- 2 barriques d'aigre ;
- 100 livres d'huile d'olive ;
- 2 boisseaux de sel ;
- 20 tourtes de pain frais ;
- 3 ponsons de gros sildre ;
- 16 ponsons de sildre coupés d'eau (« petit cidre ») ;
- 2 barriques d'eau-de-vie ;
- Une barrique de vin ;
- 140 livres de chandelle ;
- 200 livres de suif ;
- 300 livres de busche.

Cet inventaire ne comporte pas d'eau en dehors de celle de coupage du cidre ; cela doit tenir à l'absence de coût conséquent de la fourniture de l'eau.
Le Traité général des pêches indique qu'un bâtiment de 90 tonneaux, monté par douze hommes, pour une campagne de neuf mois sur le Grand Banc, devait embarquer 3 400 livres de biscuit, 34 barils de petit cidre, 600 livres de beurre, 600 livres de lard, 120 litres d'eau-de-vie (p. 73). Le vin remplace le cidre pour les bateaux de la côte atlantique. Le beurre était utilisé en particulier pour agrémenter les nombreux plats de morue pêchée sur place
À la pêche de la morue sèche
Les vivres sont les mêmes, mais pour un équipage nettement plus important ; les hommes pourront trouver à s'alimenter à terre, notamment en cultivant un petit jardin. Un morutier de Bayonne de 220 tonneaux embarque en 1770 avec 60 hommes : 230 quintaux de biscuits ; 60 barriques de cidre ; 40 barriques d'eau ; 12 barriques de vin ; 10 tierçons d'eau-de-vie ; 10 barriques de fèves ; 10 quintaux de morue ; 8 d'huile ; 6 barriques de sardines.
Un arrêt du Conseil d'État du 13 octobre 1765 prend en considération les besoins particuliers en boisson des pêcheurs par rapport aux matelots des vaisseaux du roi et confirme l'exemption de 1756 des taxes des traites et des fermes à raison de deux pintes de vin (mesure de Paris) et de trois de cidre ou poiré par personne, mousses compris et ration doublée pour les maîtres.
Vu l'importance de l'équipage, les navires pêchant la morue sèche devaient embarquer un chirurgien et un assortiment de médicaments ; ceux à la morue verte n'emportaient qu'une boîte de médicaments.

## Les ustensiles de pêche
- Les lignes : de huit à dix par homme ; de 80 brasses de longueur généralement ; bien fabriquées en chanvre pour être résistantes et fines (3 mm).

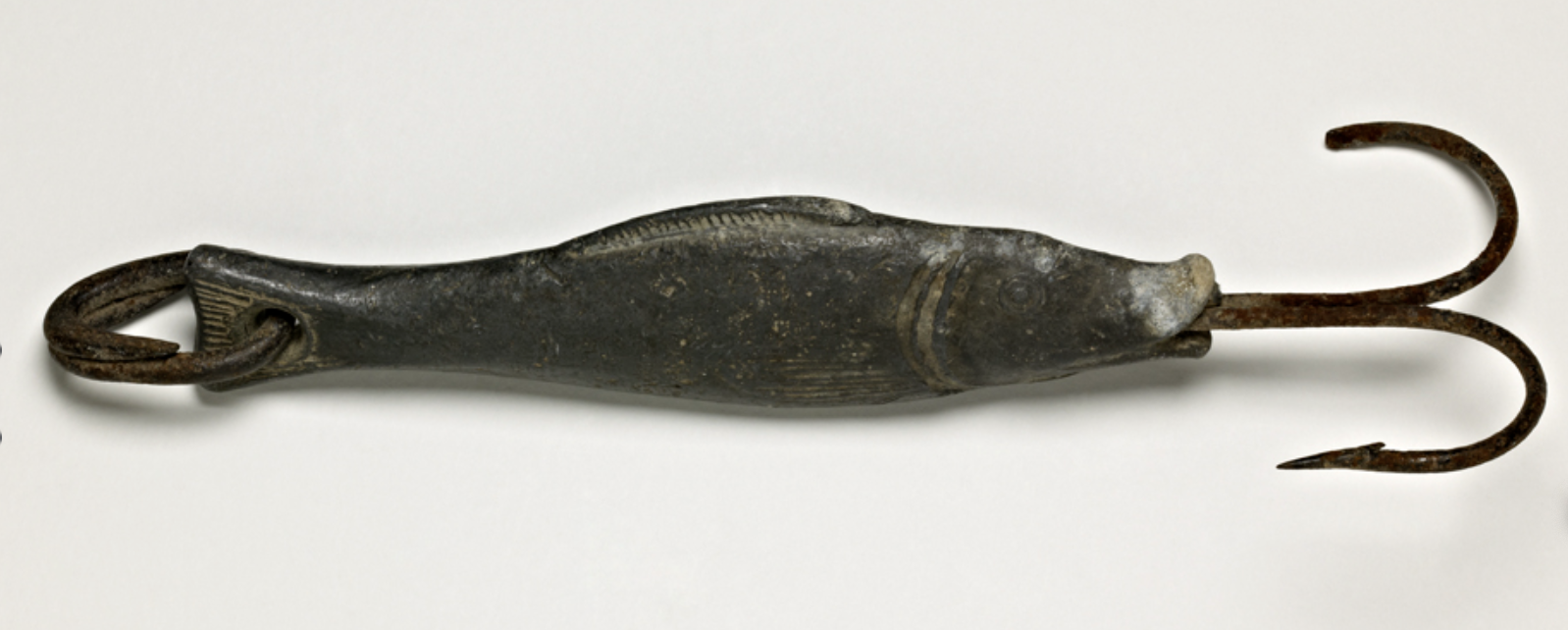
Hameçon, pêche à la morue

- Hameçon, pêche à la morueLes ains ou hameçons : un par ligne, parfois deux, adaptés à la taille des morues (les plus grosses sur le Grand Banc et la côte ouest de Terre-Neuve)[13] et à la façon de pêcher (courbure) ; ceux pour le Grand banc étaient en fer[14] étamé (ceux en acier cassant sur les fonds ou le long de la coque du navire) ; ils étaient muni d'un petit morceau de cuir qui devait éviter au pêcheur de se blesser à la main en le retirant de la morue ; garnis d'un appât (boëte), sauf le faux (hameçon double) et le liboret (plomb imitant l'appât).
- Les plombs de 2, 4 et 5 livres : fonction de la taille de l'hameçon et de la profondeur ; lié environ une brasse au-dessus de l'hameçon.Le couteau trancheur, collections du Musée de Bretagne

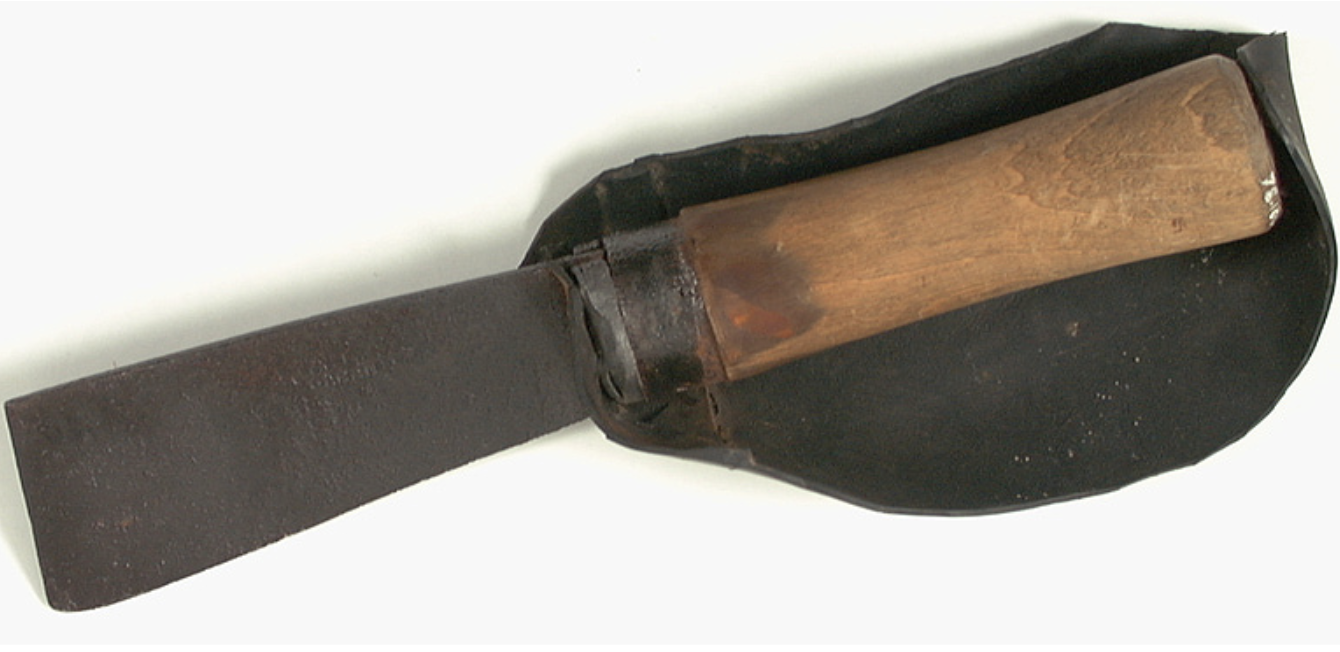
Le couteau trancheur, collections du Musée de Bretagne

- Les couteaux pour « décoller et habiller la morue ».
- Les chaloupes ou bateaux au Petit Nord de Terre Neuve (pour la morue sèche), mues par voile ou par rames, montées par trois hommes, avaient de 20 à 30 pieds de longueur et étaient divisées en sept compartiments (rum). Elles étaient embarquées démontées, pour être remontées sur la côte. Certaines (les serreurs) étaient utilisées pour ramener les charges des chaloupes en pêche aux chauffauds[15]. Pour la pêche de la morue verte, les doris étaient transportées comme elles étaient rassemblées à bord à la nuit, empilées sur le pont.
- Les sennes : les navires pêchant sur le Grand Banc possédaient parfois (seconde moitié du XVIIIe siècle) des filets, qu'ils jetaient au milieu des bancs de poissons traversés  — capelans, harengs, maquereaux — utilisés comme appât. La taille des mailles, autour de 14 lignes, variait du haut en bas et était un peu différente selon l'espèce. La longueur variait entre 30 et 60 brasses pour une hauteur de 30 pieds. Le filet pouvait n'être remonté que selon la demande en appât, les capelans restant frais et n'encombrant pas le pont[16].La turlutte, collections du Musée de Bretagne

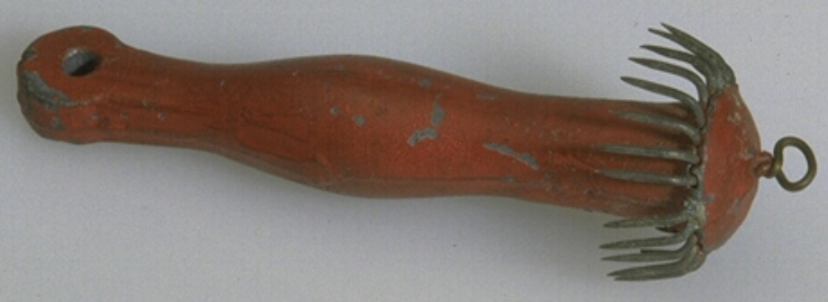
La turlutte, collections du Musée de Bretagne

- La Turlutte La turlutte est une sorte de grappin. Il est utiliser pour piquer les poissons et certains céphalopodes (Il était utilisé lors de la pêche à la morue)[17].
- La Chaudrette  Une balance généralement utilisée pour la pêche aux crustacés (dont crevettes). La chaudrette était aussi utilisée pour appâter les morues[18].
- Le Grappin  Le grappin est en forme de parapluie inversé avec des branches qui se terminent en pointe. Ce grappin est appelé « chatte » par les marins terre-neuviers, il servait à relever les lignes de fond[19].L'Elangueur, collections du Musée de Bretagne

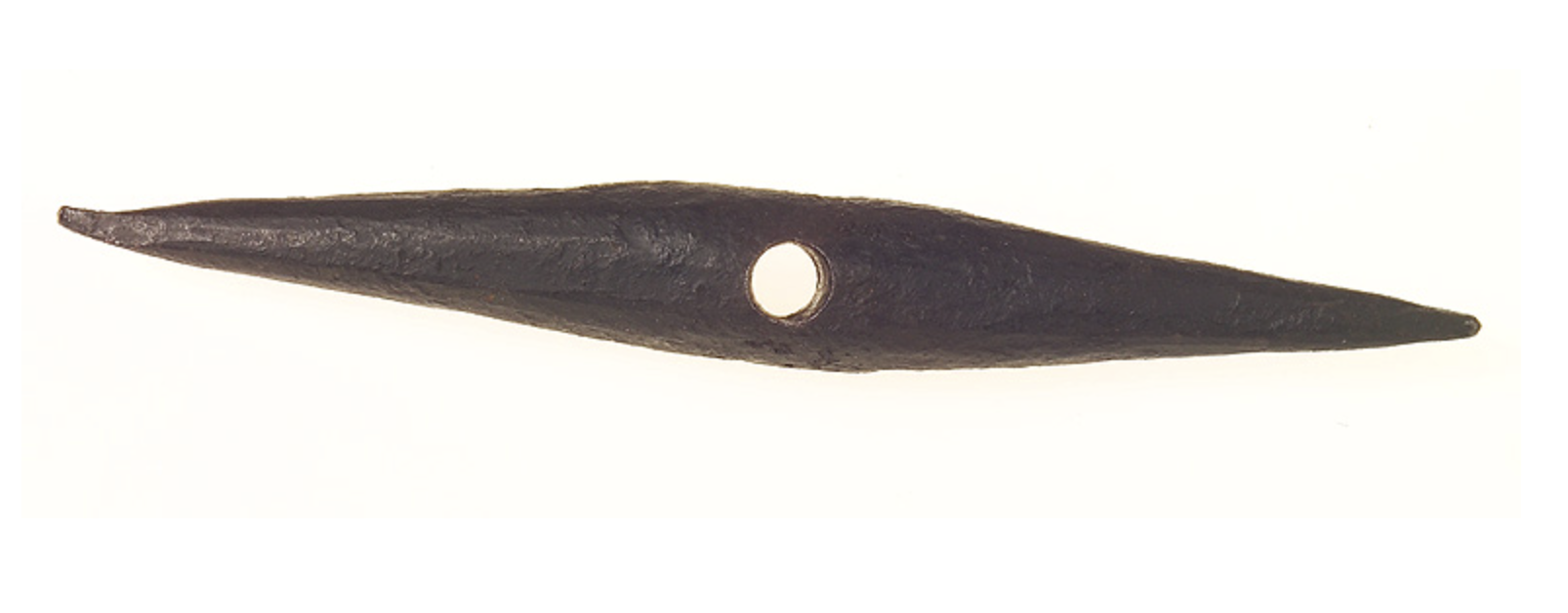
L'Elangueur, collections du Musée de Bretagne

- l'Elangueur  Pièce métallique utilisée pour suspendre la morue, pour la nettoyer ou bien pour la faire saller[20].
- l'Enocteur  Cette cuillère à énocter ou enocteur est utilisée pour la pêche à la morue pour retirer la coulée de sang du poisson[21].
- Le piquois  Le picquois sert à attraper de la morue. Sa tête recourbée lui permet d'assurer la prise dans une hampe en bois[22].Croc de voilier, collections du Musée de Bretagne

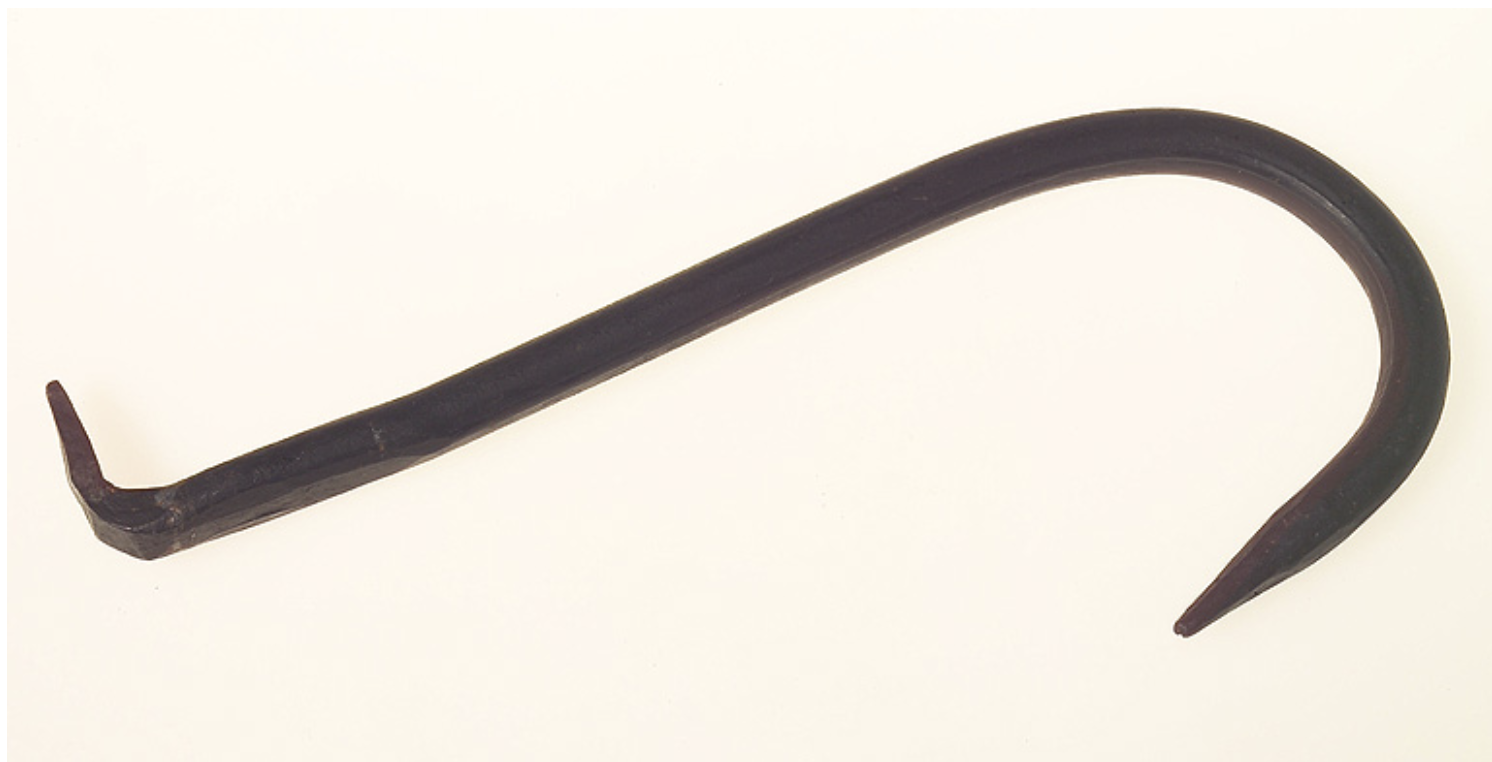
Croc de voilier, collections du Musée de Bretagne

- Le croc de voilier  Le croc de voilier servait à hisser à bord les morues prises à la ligne[23].